# Teigetjes Film
Teigetjes film is een Amerikaanse animatiefilm uit 2000 van The Walt Disney Company en een vervolg op het Grote Verhaal van Winnie de Poeh. De film draait dit keer om de figuur Teigetje, een van de vriendjes van Winnie de Poeh. 

## Verhaal
Teigetje komt er achter dat het eigenlijk helemaal niet zo leuk is dat hij zoals hij zelf altijd zegt: de enige in zijn soort zijn. Daarom gaat Teigetje op zoek naar zijn familie. Winnie de Poeh en zijn vriendjes willen Teigetje graag helpen op zijn zoektocht. 

## Rolverdeling
| Acteur           | Personage         | Nederlandstalige stem |
| ---------------- | ----------------- | --------------------- |
| Jim Cummings     | Teigetje          | Kees van Lier         |
| Jim Cummings     | Winnie de Poeh    | Kick Stokhuyzen       |
| Nikita Hopkins   | Roe               | Veerle Burmeister     |
| Ken Sansom       | Konijn            | Hein Boele            |
| John Fidler      | Knorretje         | John de Winter        |
| Peter Cullen     | Iejoor            | Paul Klooté           |
| Andre Stojka     | Uil               | Jérôme Reehuis        |
| Kath Soucie      | Kanga             | Beatrijs Sluijter     |
| Tom Attenborough | Janneman Robinson | Pim Edomskis          |
| John Hurt        | Verteller         | Kees Coolen           |